# Drapeau de la Bourgogne
Cet article court présente un sujet plus développé dans : Croix de Bourgogne, Drapeau de la région Bourgogne et Armoiries de la Bourgogne-Franche-Comté.
Le drapeau de la Bourgogne peut désigner plusieurs drapeaux différents :
- La croix de Bourgogne drapeau militaire des Valois-Bourgogne lors des États bourguignons, puis continue à être utilisé comme drapeau de l'Empire espagnol, des Pays-Bas méridionaux et la Franche-Comté (comté de Bourgogne).
- Le drapeau de la Bourgogne (région historique et culturelle), reprenant les armoiries des ducs de Bourgogne du rameau Valois-Bourgogne.
- Le drapeau de la Bourgogne-Franche-Comté, reprenant les armoiries de la Bourgogne-Franche-Comté, ce qui donne un mélange du drapeau précédent et de celui de la Franche-Comté.

La croix de Bourgogne.
Le drapeau non officiel de la région Bourgogne.
Le drapeau de la Bourgogne-Franche-Comté.